# Ovidiu Brânzan
Ovidiu Brânzan (n. 16 aprilie 1959, Cluj) este un politician român, membru al Partidul Social Democrat.
Acesta a fost Ministru al Sănătății